# Vorchdorf
Vorchdorf là một đô thị ở huyện Gmunden bang Oberösterreich, nước Áo. Đô thị này có diện tích 47,7 km², dân số thời điểm ngày 31 tháng 12 năm 2005 là 7374 người.
Vorchdorf nằm ở vùng Traunviertel của bang Oberösterreich, cự ly khoảng 15 km về phía bắc thị xã Gmunden. Khu vực này có độ cao khoảng 414 mét trên mực nước biển (điểm cao nhất: 640 m; điểm thấp nhất: 370 m).
Đô thị Vorchdorf gồm các làng:
Adlhaming, Aggsbach, Albenedt, Berg, Bergern, Eggenberg, Eichham, Einsiedling, Falkenohren, Feldham, Fischböckau, Hötzelsdorf, Heitzing, Lederau, Moos, Mühltal, Oberhörbach, Pappelleiten, Peintal, Point, Radhaming, Schart, Seyrkam, Theuerwang, Unterhörbach, Ursprung, Vorchdorf (center), Weidach. The most populated localities are Vorchdorf (center), Fischböckau, Mühltal, Lederau và Feldham.
Đô thị Vorchdorf giáp với: Bad Wimsbach-Neydharting, Eberstalzell, Kirchham, Laakirchen, Pettenbach, Roitham, Scharnstein và Steinerkirchen. Vorchdorf giáp các huyện Wels-Land và Kirchdorf.